# Меґс (округ, Теннессі)
Шаблон:StateAbbr_ 35°31′ пн. ш. 84°49′ зх. д. / 35.51° пн. ш. 84.81° зх. д.
Округ  Меґс (англ. Meigs County) — округ (графство) у штаті  Теннессі, США. Ідентифікатор округу 47121.

## Історія
Округ утворений 1836 року.

## Демографія
За даними перепису 2000 року загальне населення округу становило 11086 осіб, усе сільське. Серед мешканців округу чоловіків було 5544, а жінок — 5542. В окрузі було 4304 домогосподарства, 3264 родин, які мешкали в 5188 будинках. Середній розмір родини становив 2,94.
Віковий розподіл населення поданий у таблиці:
| Стать    | До 15 років | 15-21 | 22-29 | 30-39 | 40-49 | 50-65 | 65-85 | Понад 85 |
| -------- | ----------- | ----- | ----- | ----- | ----- | ----- | ----- | -------- |
| Чоловіки | 1170        | 532   | 613   | 822   | 764   | 1081  | 540   | 22       |
| Жінки    | 1124        | 460   | 560   | 842   | 778   | 1060  | 630   | 88       |

## Суміжні округи
- Роун — північ
- Макмінн — схід
- Бредлі — південний схід
- Гамільтон — південь
- Ріа — захід

## Виноски
1. ↑  U.S. Decennial Census. United States Census Bureau. Архів оригіналу за 26 квітня 2015. Процитовано 9 квітня 2015.
2. ↑  Historical Census Browser. University of Virginia Library. Архів оригіналу за 1 вересня 2019. Процитовано 9 квітня 2015.
3. ↑  Forstall, Richard L., ред. (27 березня 1995). Population of Counties by Decennial Census: 1900 to 1990. United States Census Bureau. Архів оригіналу за 21 лютого 2015. Процитовано 9 квітня 2015.
4. ↑  Census 2000 PHC-T-4. Ranking Tables for Counties: 1990 and 2000 (PDF). United States Census Bureau. 2 квітня 2001. Архів оригіналу (PDF) за 6 вересня 2019. Процитовано 9 квітня 2015.
5. ↑  State & County QuickFacts. United States Census Bureau. Архів оригіналу за 7 червня 2011. Процитовано 6 грудня 2013.(англ.) Наведено за англійською вікіпедією.
6. ↑  American FactFinder. Бюро перепису населення США. Архів оригіналу за 26 лютого 2012. Процитовано 31 січня 2008.

| США | Це незавершена стаття з географії США. Ви можете допомогти проєкту, виправивши або дописавши її. |